# داني (لاعب كرة قدم)
داني (بالبرتغالية: Daniel da Cruz Carvalho‏) هو لاعب كرة قدم برتغالي في مركزي الهجوم والوسط، ولد في 2 نوفمبر 1976 في لشبونة في البرتغال. شارك مع منتخب البرتغال تحت 20 سنة لكرة القدم ومنتخب البرتغال تحت 21 سنة لكرة القدم ومنتخب البرتغال لكرة القدم. أما مع النوادي، فقد لعب مع أتلتيكو مدريد وأياكس أمستردام وسبورتينغ لشبونة ونادي بنفيكا ووست هام يونايتد.

## وصلات خارجية
- داني (لاعب كرة قدم) على موقع الاتحاد الدولي (مؤرشف)  (الإنجليزية)
- داني (لاعب كرة قدم) على موقع قاعدة بيانات كرة القدم.إي يو (الإنجليزية)
- داني (لاعب كرة قدم) على موقع ناشيونال فوتبول تيمز (الإنجليزية)
- داني (لاعب كرة قدم) على موقع Soccerbase.com (لاعب) (الإنجليزية)
- داني (لاعب كرة قدم) على موقع عالم كرة القدم.نت (الإنجليزية)
- داني (لاعب كرة قدم) على موقع أوليمبيديا (الإنجليزية)